# 楊通
楊通（？—？），字寿彤，一作寿同，贵州贵筑人，清末民初时期人物，中国银行家。

## 生平
楊通曾办广西银号。他是上海银行的创办人之一。他也是發起組織各省都督府代表聯合會的通電中署名的發起人之一。
叶景葵著 《卷盦书跋》中《杨和甫先生手迹四种》称“此和甫先生之子寿同（通）旧所赠。余丁未来沪，即识寿同，时为岑云阶制军掌书记，家居威海卫路。余居思霍路，相距极近，几无日不想见。家多书籍，时向借阅。寿同博览多阅，词采斐然，作楷书尤秀丽。娶于张氏，为坚伯制军之妹婿，早赋悼亡，纳一妾，不甚理家事。又因闲居久，郁郁无所发挥，志节颇高抗，不肯苟同，竞中年夭折，其年末得五十也。死后家中落，遗书尽散，失一朝夕谈心之友。复检此册，为之怆然，辛巳三月，景葵记。”

## 家庭
- 父：楊調元